# Gymnasium Korschenbroich
Das 1976 gegründete Gymnasium Korschenbroich (kurz: GyKo) ist ein städtisches Gymnasium für Jungen und Mädchen der Sekundarstufen I und II in der Stadt Korschenbroich.
Schulleiter ist Andreas Müller, sein Stellvertreter ist Marcus Hübner. An der Schule lehren 65 Lehrer und lernen 908 Schüler (Stand 2023).
Nach dem Scheitern der Schulform G8 hat das Gymnasium mit einer Schulkonferenz am 5. November 2018 die Rückkehr zur Schulform G9, also dem Abitur nach der dreizehnten Jahrgangsstufe, beschlossen. Seit 2021 ist das Gymnasium Europaschule.

## Profil
Schüler des Gymnasiums Korschenbroich haben in den vergangenen Jahren Preise und Auszeichnungen in den Fächern Physik und Mathematik gewonnen.
Zur Berufs- und Studienorientierungen verpflichtet die Schule zu Betriebspraktika in der Einführungsphase und bietet Informationsveranstaltungen an, so zum Beispiel in jedem Jahr eine Berufsbildungsmesse sowie einen Tag der offenen Tür.
Kooperationspartner sind die Bundesagentur für Arbeit, das Kreisjugendamt, die Caritas, die FOM – Hochschule für Oekonomie und Management, die örtlichen Sportvereine KLC und TVK und der Betreuungsdienst Flummigumm.

## Einrichtungen
Die Schule hat eine Mensa und bietet eine Ganztagsbetreuung an.
In der Aula finden regelmäßig Aufführungen von Vereinen und Gruppen statt, ebenso Comedy- und Kabarettveranstaltungen des Kulturamts Korschenbroich.

## Schulleiter
- 30. August 1976 – 31. Juli 2002: Meinulf Barbers; Deutsch, katholische Religionslehre
- 1. August 2002 – November 2011: Beatrice Schmitz; Englisch, Französisch
- 1. Februar 2012 – 31. Juli 2019: Uwe Roscheck; Biologie, Chemie
- seit 1. August 2019; Andreas Müller; Deutsch, Englisch

## Veröffentlichungen
- Das Gymnasium Korschenbroich informiert, Nr. 1 (Oktober 1976) – Nr. 52 (Februar 2002)
- Festschrift: 10 Jahre Gymnasium Korschenbroich, 1986
- Festschrift: 25 Jahre Gymnasium Korschenbroich, 2001

## Bekannte Absolventen
- Ekkehardt Belle (1954–2022), Schauspieler
- Vera Bolten (* 1976), Musikerin
- Jochen Klenner, MdL NRW seit 2017
- Sabine Mistler, geb. Scheffler, Landesvorsitzende des Philologenverbandes NRW[10]
- Ralf Vandenhouten (1965–2019), Informatiker und Hochschullehrer[11]